# Història de la tuberculosi

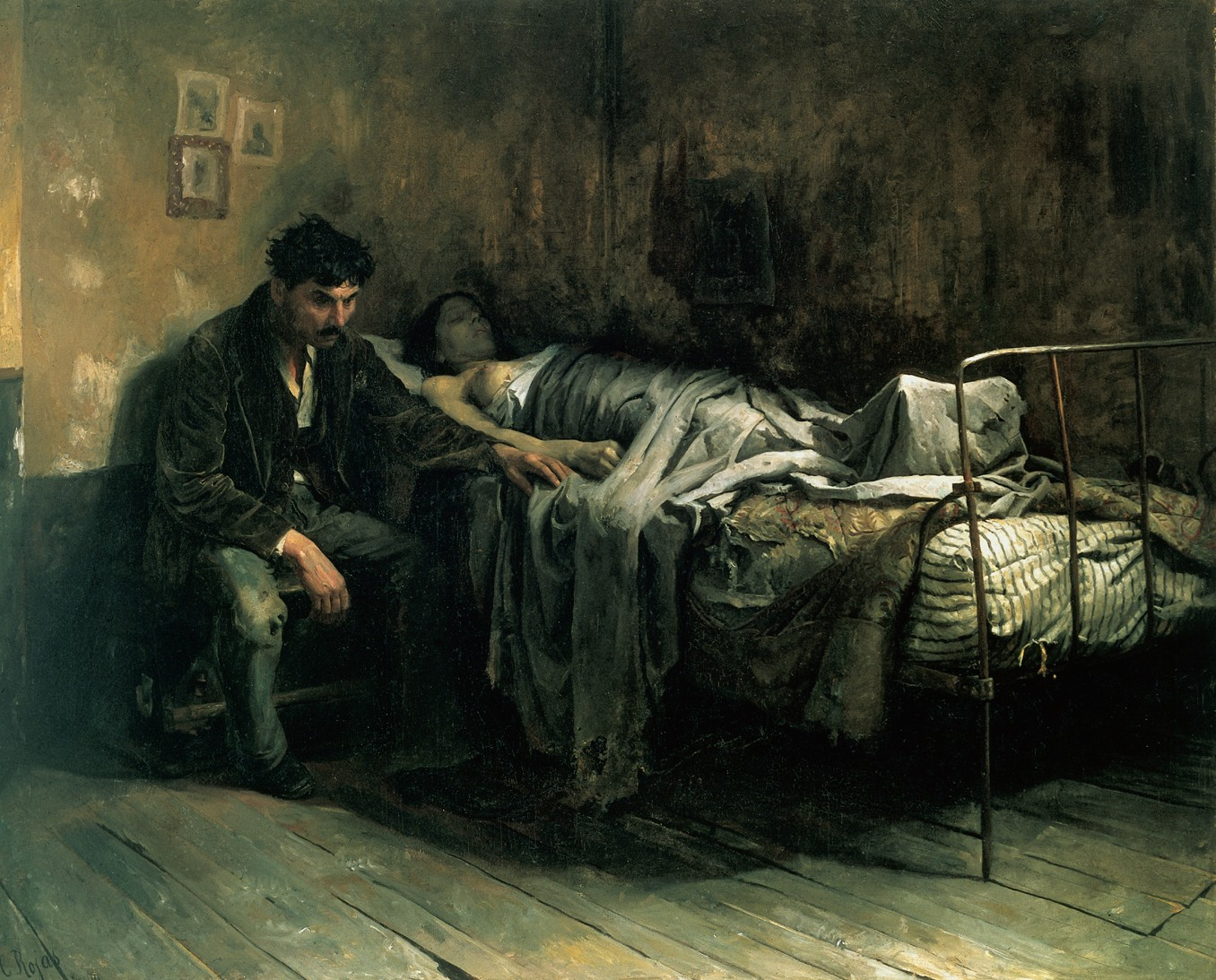
La Misèria, de Cristóbal Rojas (1886). L'autor, afligit de tuberculosi, reflecteix l'aspecte social de la malaltia, i la seva relació amb les condicions de vida durant els últims anys del.

Consumpció, tisi, escròfula, mal de Pott, tabes mesentèrica, mal del rei o pesta blanca: de tots aquestes maneres s'ha conegut la tuberculosi al llarg de la història. És considerada una de les primeres malalties humanes de les quals es té constància. Encara que s'estima una antiguitat d'entre 15.000 i 20.000 anys, s'accepta que aquesta espècie va evolucionar d'altres microorganismes més primitius dintre del propi gènere Mycobacterium. Es creu que en algun moment de l'evolució, alguna espècie de micobacteris va saltar la barrera biològica per pressió selectiva, i va passar a tenir un reservori en animals. Això, possiblement, va donar lloc a un primer espècimen del Mycobacterium bovis, que és l'acceptada per la majoria com la més antiga de les espècies que integren el denominat complex Mycobacterium tuberculosi (que inclou M. tuberculosi (o bacil de Koch, en honor del seu descobridor), M. bovis, M. africanum i M. microti). El pas següent seria el pas del M. bovis a l'espècie humana, coincidint amb la domesticació dels animals per part de l'home. S'han constatat indicis de la seva presència en ossos humans datats en el Neolític, encara que no és possible conèixer amb exactitud la seva magnitud (incidència i prevalença) amb anterioritat al segle xix. S'estima, això no obstant, que el període de major extensió (per percentatge de població afectada) va transcórrer entre els últims anys del segle xviii i els últims del xix. Les denominacions que rep en les diferents cultures: sosha (hindú), phythysis (grega), consumptione (llatina) o chaky oncay, (inca) fan en tots els casos referència a "assecar" o "consumir", a causa de l'aspecte afeblit i caquèctic dels afectats. La seva alta taxa de mortalitat entre adults de mitjana edat i el sorgiment del Romanticisme com moviment filosòfic i cultural que prevalia el sentiment sobre la raó es van aliar per a idealitzar a aquesta malaltia com "la malaltia dels artistes".

## Els diferents noms

### Tisi
El terme tisi/consumpció apareix per primera vegada en la literatura grega, al voltant del 460 aC. Hipòcrates (segle v aC - segle iv aC) identifica la tisi com la causa més freqüent de malaltia del seu temps. La va descriure entre la població de 18 a 35 anys i gairebé sempre fatal, arribant fins i tot a prevenir els metges de visitar a pacients amb tisi per a salvaguardar la seva reputació. Encara que Aristòtil (384-322 adC) opinava que la malaltia era contagiosa, molts autors grecs la creien hereditària. Galè, el més eminent metge grec després d'Hipòcrates, defineix la tisi com una ulceració dels pulmons, tòrax o gola, acompanyada per tos, febre, i consumpció del cos per la pus.

### Pesta blanca
L'epidèmia de tuberculosi a Europa, probablement iniciada al començament del segle xvii i que va continuar durant 200 anys, va ser coneguda com la Gran Pesta Blanca. La mort per tuberculosi era considerada inevitable, sent en 1650 la principal causa de mort. L'alta densitat de població així com les pobres condicions sanitàries que caracteritzaven les ciutats europees i nord-americanes, eren l'ambient ideal per a la propagació de la malaltia.

## La tuberculosi en les societats primitives

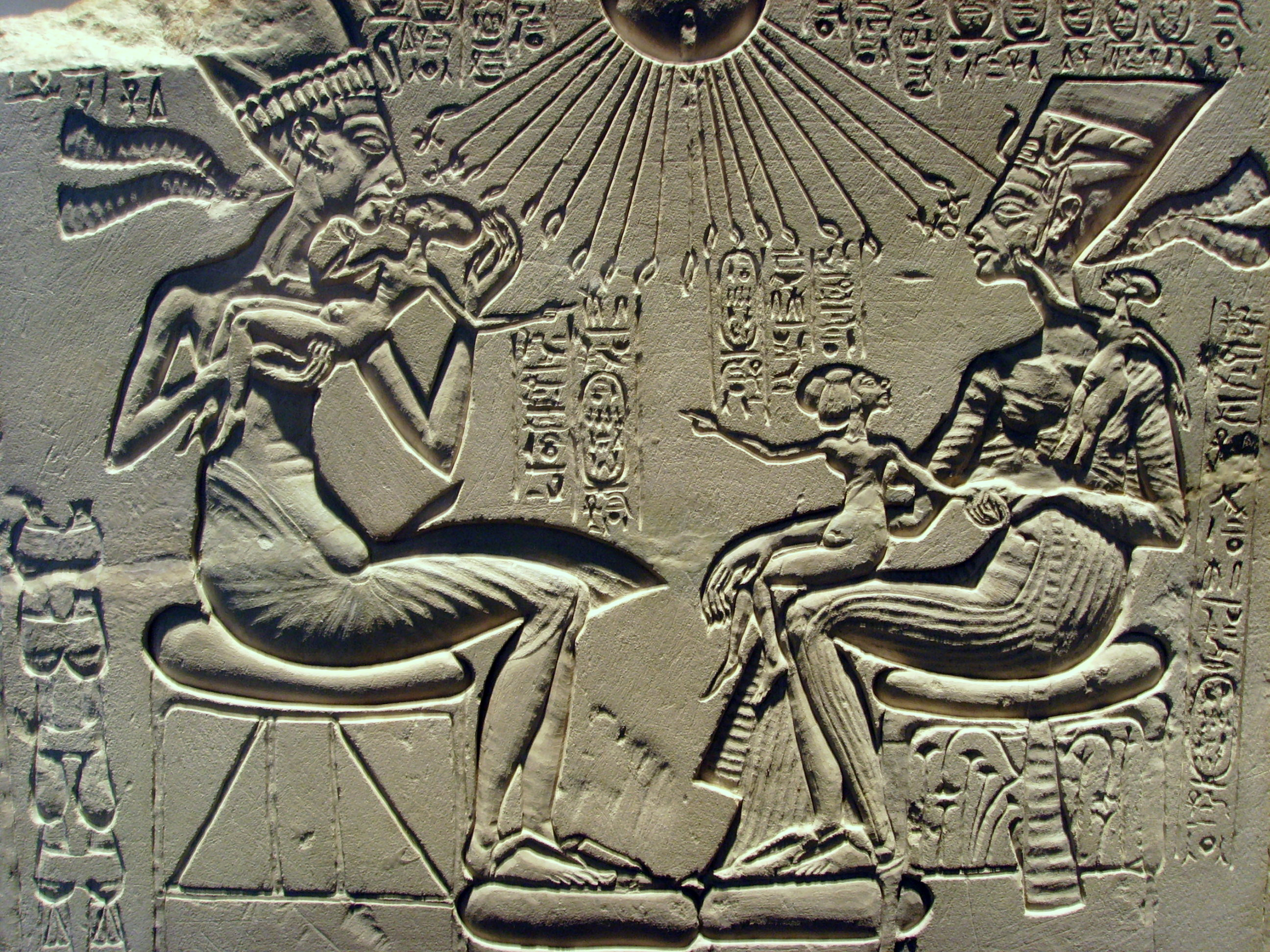
Akhenaton i la seva esposa Nefertiti van morir de tuberculosi, segons les dades obtingudes de les seves restes.

Una de les hipòtesis més esteses sobre el sorgiment del gènere Mycobacterium és la postulada per Mirko Grmeck en 1983. Segons el seu model, l'avantpassat comú denominat Mycobacterium archaicum, germen lliure, hauria donat origen als moderns Mycobacterium (incloses les espècies sapròfites). Durant el Neolític, i en relació amb la domesticació de bòvids salvatges a Àfrica, s'hauria produït la mutació a M. tuberculosi. Segons aquesta teoria es tractaria d'una espècie jove, encara que bastant anterior a l'aparició de l'altra gran patògena del grup: M. leprae (causant de la lepra), a partir probablement d'un paràsit dels rosegadors (la prova que M. bovis és l'antecessor comú és que posseïx una sola còpia del trasposoma IS6110, element anterior a la diferenciació d'aquestes dues espècies). Aquesta teoria es completa amb la proposta que l'epidèmia de lepra en l'Europa medieval aniria decaient espontàniament per un mecanisme de competició immunològica entre ambdues espècies (M. tuberculosis aniria "ocupant" progressivament el nínxol immunològic de M. leprae).
Les primeres proves de la malaltia en humans s'han trobat en restes òssies del Neolític, en un cementiri pròxim a Heidelberg, suposadament pertanyents a un adult jove, i datats entorn de 5000 anys abans de la nostra era. Algun autor atribueix a la tuberculosi el títol de ser la primera malaltia coneguda de la humanitat.

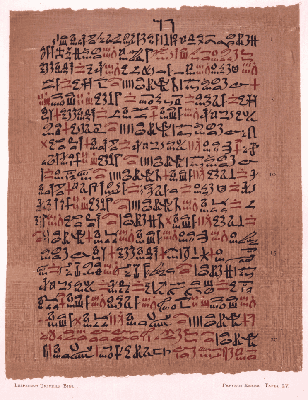
Papir Ebers.

També s'han trobat dades suggestives sobre la tuberculosi en mòmies egípcies datades entre els anys 3000 i 2400 aC.
El cas més evident i que oferix menys dubtes és el de la mòmia de Nesperehân, sacerdot d'Ammon, descoberta per Grebart en 1881, que presenta una angulació característica de les últimes vèrtebres dorsals i primeres lumbars, provocada per la destrucció del cos vertebral, així com un abscés en el múscul iliopsoes, combinació molt suggestiva de tuberculosi. Existeixen notificacions de troballes similars en altres mòmies com la de Philoc (unaltre sacerdot d'Ammon), o les trobades en el cementiri de Tebes, del primer segle abans de la nostra era.
Sembla bastant probable la hipòtesi que el mateix Akhenaton i la seva esposa Nefertiti morissin d'aquesta malaltia, i fins i tot s'apunta a l'existència d'un hospital per a tuberculosos en l'Egipte de l'any 1000 aC (autèntic precursor dels sanatoris del segle XIX).
En el papir Ebers, important document mèdic egipci datat en l'any 1550 aC, es descriu una consumpció pulmonar associada a adenopaties cervicals que molt bé podria ser la primera descripció del quadre clínic de la tuberculosi pulmonar.
Algunes referències de l'Antic Testament fan esment a una malaltia consumptiva que hauria afectat el poble jueu durant la seva estada a Egipte, una zona d'alta prevalença de la malaltia.

## Orient

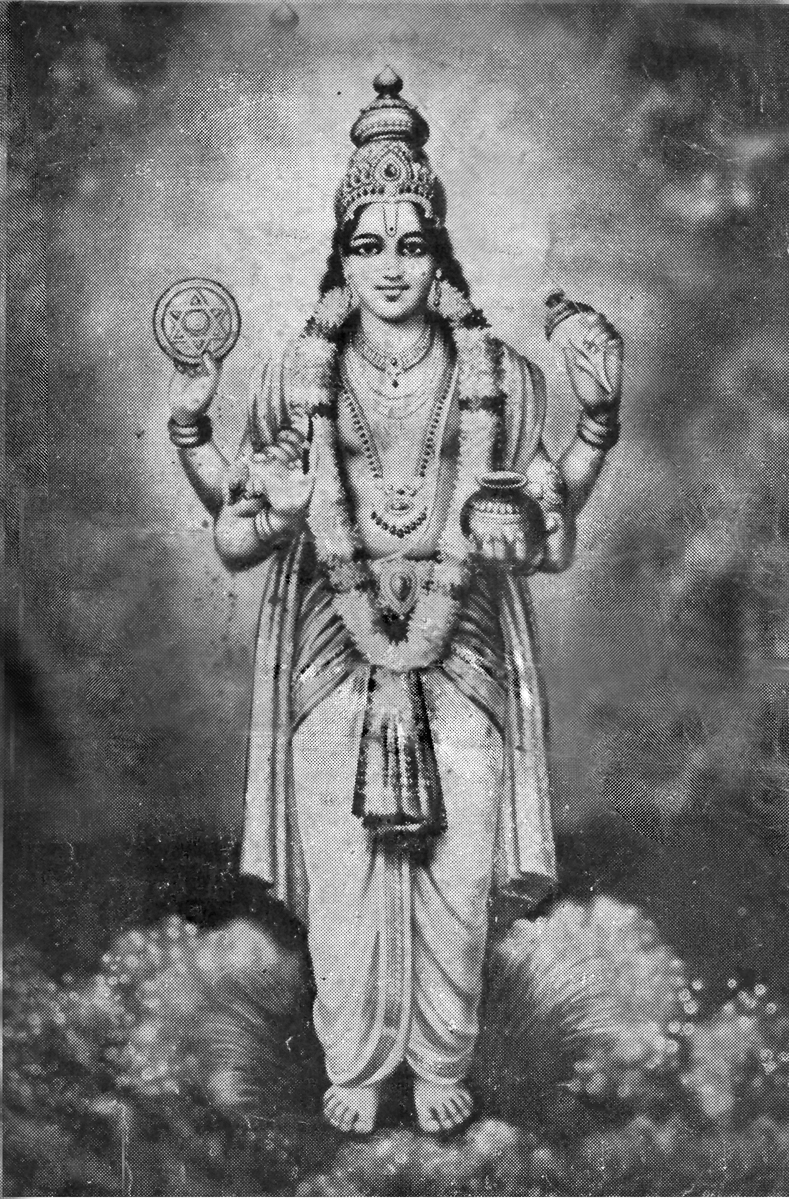
Déu hindú Dwanandhari, inspirador de l'Ayurveda.

Les primeres referències d'aquesta malaltia en les civilitzacions asiàtiques les trobem en els Vedes. En el més antic (el Rig-Veda, 1500 aC) a la tuberculosi se la denomina Yaksma. En l'Athawa-Veda apareix amb un altre nom: Balasa, i apareix per primera vegada una descripció escrita de l'escròfula (variant de la tuberculosi en la qual els ganglis limfàtics carregats del Mycobacterium poden ulcerar-se, donant lloc a unes lesions característiques). Els hindús recomanaven com a tractament per a aquest mal la llet de dona, algunes carns i vegetals i repòs físic, encara que reconeixien la dificultat que suposava la seva curació. Era atribuïda a la fatiga excessiva, i fins i tot a la lectura de determinats llibres sagrats.
En l'Ayurveda, datat de l'any 800 aC, s'inclou el manual de medicina conegut com a Susruta Samhita. Susruta és el suposat autor (encara que no es coneix gens d'aquest individu o col·lectiu) i la datació d'aquesta compilació és confusa, oscil·lant segons els autors entre el 800 aC i el 400 dC. En aquest tractat es descriuen alguns tractaments, principalment quirúrgics, però també alguna recomanació per a tractar la "febre lenta consumidora", com un ungüent derivat del pi, de propietats balsàmiques, així com els climes de territoris elevats i els passejos a cavall. Aquesta és, per tant, la primera referència al tractament pel clima de la tuberculosi. També es recull en aquest tractat una afirmació que avança els mètodes diagnòstics de la percussió-auscultació: "…per a conèixer les malalties del pulmó s'ha d'escoltar atentament amb l'oïda els sorolls de la respiració i les alteracions de la veu…".
En les Lleis de Manu (1100 aC) es declara impurs als malalts de tisi i es prohibeix als bramans contreure matrimoni amb qualsevol dona que tingui en la seva família algun malalt amb aquest mal. El text mèdic de l'emperador xinès Shennong (2700 aC) esmenta aquesta malaltia, detallant els abundants remeis aconsellats per al seu tractament. Un familiar seu, l'Emperador Groc, Huang Di, és autor del Nei Jing, un altre text mèdic clàssic xinès, en el qual es descriuen algunes patologies pulmonars que apunten a l'origen de la tuberculosi. Apareixen referències a la tos persistent, l'hemoptisi, les adenopaties cervicals, o les deformitats òssies.

## L'antiguitat clàssica

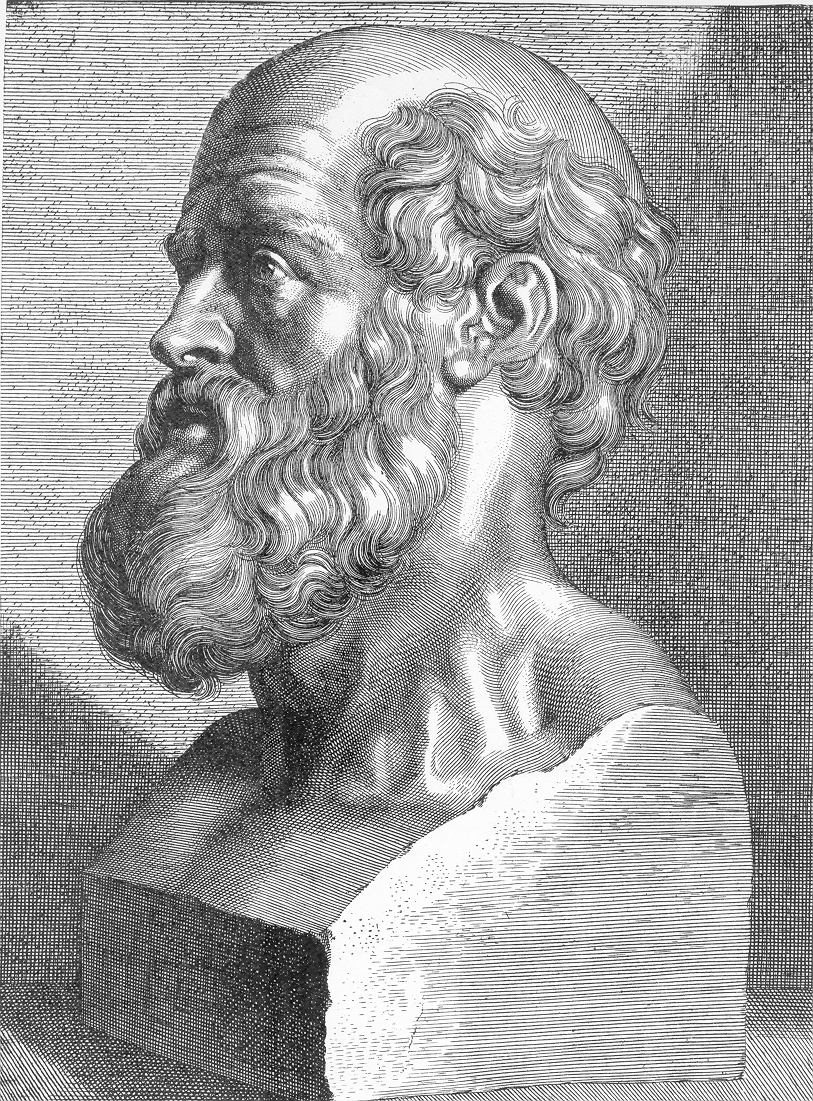
Hipòcrates, un dels pares de la medicina moderna.

El primer text clàssic a esmentar la malaltia és d'Heròdot. Aquest autor relata en el llibre VII del seu Historiae com un dels generals de Xerxes I abandona la campanya contra Grècia a causa de l'empitjorament de la seva tisi.
Hipòcrates de Cos descriu un quadre clínic en el llibre I del seu "Tractat sobre les malalties" que denomina "tisi", caracteritzat per la supuració pulmonar i la seva posterior ulceració. La major part dels casos als quals s'atribueix aquesta malaltia es corresponen amb diferents tipus de tuberculosis (pulmonar localitzada, miliar…), encara que sota aquesta etiqueta també inclou altres patologies de símptomes semblants (tumors pulmonars, empiemes, abscessos d'origen no tuberculós…). Observa una relació estadística entre pares i fills amb la malaltia, pel que li atribueix un patró hereditari. Proposa una teoria etiològica sobre la base d'un excés de flegma en els pulmons procedent del cervell. Aquesta flegma es "corrompria" i formaria tumors (abscessos tuberculosos). Diu aquest autor d'aquesta malaltia que 
| «            | …un tísic ve d'altre tísic i pren més fàcilment en certs temperaments, com pituïtosos, flegmàtics i imberbes rossos d'ulls brillants, carns toves i omòplats excel·lents. | » |
| — Hipòcrates | |   |

Curiosament serà una figura pública però amb una menor projecció com a clínic (Aristòtil) qui proposi per primera vegada la possibilitat de contagi a través de la respiració.
Lucreci (98 adC-55 adC), en la seva «De la naturalesa de les coses» proposa un axioma la popularitat del qual s'estendria fins al Renaixement: La tisi és difícil de diagnosticar i fàcil de tractar en les seves primeres fases, mentre que resulta fàcil de diagnosticar i difícil de tractar en la seva etapa final. Nicolau Maquiavel repetirà aquestes mateixes paraules gairebé setze segles més tard. Algunes dècades més tard Plini el Jove redacta un tractat sobre el tractament de la tos i l'hemoptisi, recomanant llargs viatges per mar, un clima sec i bona dieta com tractament. També Appuleu Cels s'interessa per la malaltia i descriu tres formes de consumpció: atròfia, caquèxia i tisi.
Galeno de Pèrgam la classifica dintre de les malalties transmissibles com la pesta o la sarna, i les seves propostes terapèutiques es mantindran durant molts segles: repòs, antitussigens (opi), gàrgares d'àcid tànic barrejat amb mel com astringent, per a l'hemoptisi, i dieta. Marc Vitruvi, durant el govern d'August (61 aC-14 dC), aconsella sobre la localització més adequada de les cases per a prevenir l'aparició de malalties i millorar la dels malalts de tisi.
Algun autor ha proposat la possibilitat que Jesucrist hagués patit tuberculosi, en una època de màxima prevalença de la malaltia entre el poble jueu.
Però el fragment més interessant i avançat a la seva època el trobem en l'obra del metge romà Areteu de Capadòcia (120-200 dC): Sobre les causes i els símptomes de les malalties. En el primer volum d'aquest text es descriuen amb sorprenent rigor els principals símptomes de la malaltia: la febrícula vespertina, la diaforesi o excés de sudoración, la síndrome constitucional (astènia, anorèxia, aprimament) o les característiques de l'expectoració. En altra obra seva "De la curació de les malalties cròniques" descriu algunes propostes terapèutiques similars a les de Plini, a les quals afegix la ingesta abundant de llet. A la seva escola eclèctica va pertànyer també Rufus d'Efes, qui en la seva obra el Artis Medicae Prínceps (capítol VIII:26) descriu la fase final d'un malalt de tuberculosi fins a la seva mort.

## Amèrica precolombina
En Amèrica del Sud, les primeres proves de la malaltia es remunten a la Cultura Paracas, entre els anys 750 aC i 100 dC, encara que la troballa més notable pertany a la mòmia d'un nen inca de l'any 900 dC, en el qual han pogut aïllar-se mostres del bacil. Diversos estudis sobre esquelets de Sonoma (Califòrnia), Nazca (Perú) i Chavez Pass (Arizona) confirmen l'extensió i abundant difusió de la malaltia per tot el continent. Alguns autors encara es mantenen en el dubte de si la tuberculosi va ser introduïda per primera vegada a Amèrica pels conquistadors, però l'opinió general és que ja existia abans una forma del Mycobacterium (encara que possiblement una variant menys virulenta).

## Europa: Edat Mitjana i Renaixement

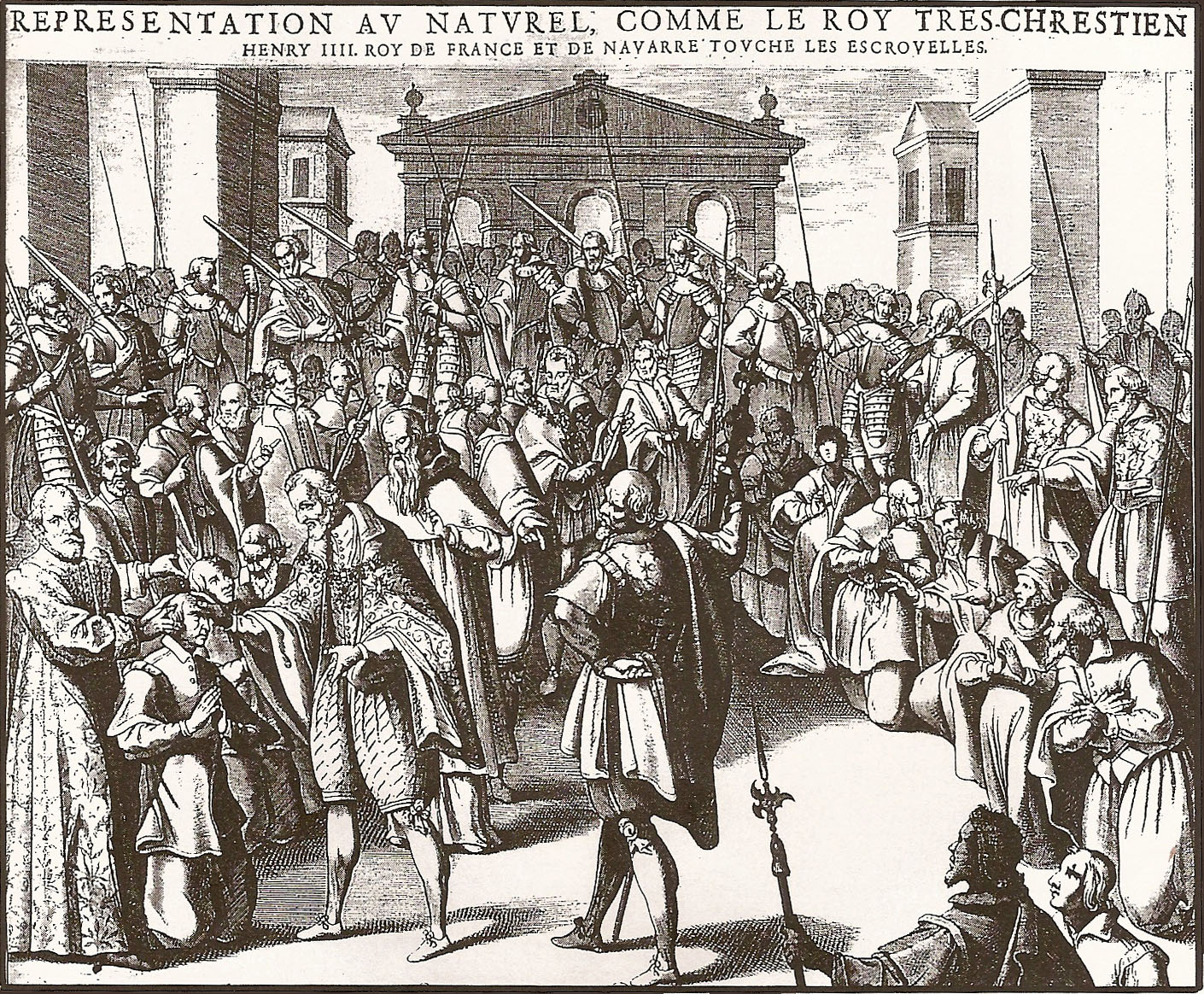
Enric IV de França tocant a nombrosos malalts durant la cerimònia del "Toc Real". La llegenda del gravat original resa: Des mirabili strumas sanandi vi solis Galliae regibus christianissimis divinitus concessa liber unus.

Durant l'Edat Mitjana no es va produir cap avenç en el coneixement de la tuberculosi. La medicina àrab (Rhazes, Avicena) seguia considerant-la una malaltia generalitzada, contagiosa i de difícil tractament. Al metge hispà Maimònides s'atribueix la primera descripció d'aquesta malaltia en animals. Arnau de Vilanova descriu una teoria etiopatogènica que entronca directament amb Hipòcrates, consistent en la presència d'un humor fred que cau gota a gota des del cap als pulmons.
En la recopilació d'aforismes en versos lleonins del segle xiii conegut com a Flos medicinae (o Flos sanitatis, atribuït també a Arnau de Vilanova) se segueix proposant la llet en les seves diferents modalitats com a tractament per a la consumpció: 
| « | Lac, sal miel iunge; bibat contra consumptus abunde. Lac nutrit, sal traducit, lac melli lisquecit. Lac si caprinum, melius tamen est asinimum. | » |

Dintre de la concepció teocentrista pròpia d'aquest període es van introduint teràpies alternatives de caràcter sobrenatural. A partir dels segles vii i viii, amb l'extensió del cristianisme s'incorporen a les cerimònies de coronació els ritus d'unció real, que atorguen un caràcter sagrat a la monarquia.

## Segles XVII i XVIII
Cal destacar en aquest període la figura de l'anatomista Franciscus Sylvius (Silvio) (1614-1672), qui va començar a trobar associacions entre les diferents formes de tuberculosi (pulmonar, ganglionar). És el primer a descriure el tubercle amb el seu procés de reblaniment i afirma que "la tisi és l'escròfula del pulmó". Thomas Willis (1621-1675) (l'anatomista que va descriure per primera vegada el polígon vascular cerebral que duu el seu nom) realitza un exhaustiu treball d'autòpsia sobre pacients morts per tuberculosi i conclou que no es pot parlar de tisi si no existeix ulceració pulmonar. Richard Morton (1637-1698) és l'autor de Phthisiologia, la primera obra monogràfica sobre la malaltia. Aquest tractat està dividit en tres seccions i resumeix de manera exhaustiva els coneixements sobre la tisi fins al moment. En 1803 l'anatomopatòleg Aloys Rudolph Vetter fa una relació dels tres tipus de malaltia tuberculosa: la inflamatòria (que ulcera i forma cavernes pulmonars), la tabes pulmonis (que forma tubercles amb un tipus especial de pus similar al formatge) i la tisi (que afectaria als ganglis, equivalent a l'escròfula).
Els estudis de Giovanni Battista Morgagni (1682-1771) i Pierre Joseph Desault (1675-1737) apunten a l'esput del pacient amb tuberculosi pulmonar com principal agent infecciós, teoria que caurà en l'oblit fins força temps després (Morgagni no obstant això, arriba a prohibir als seus alumnes la dissecció de cadàvers de tísics, i el 1745 convenç al Magistrat de Sanitat de Florència que publiqui un bàndol prohibint l'exportació d'elements pertanyents a tísics, no havent estat sotmeses a les expurgacions). Benjamí Marten fins i tot publica el 1719 una obra menor titulada A New Theory of Consumptions more specially of a Phthisis or Consumption of the Lungs, en la qual proposa la nova (i correcta) teoria que la causa de la tuberculosi són algun tipus d'animacula o éssers vius minúsculs capaços de sobreviure en el nostre cos (similars als descrits per Anton van Leeuwenhoek el 1695). Per descomptat aquesta teoria és ràpidament rebutjada per absurda. Falten 172 anys perquè Robert Koch ho demostri inequívocament.
Mentrestant, el segle xviii va aportant algunes llums a la malaltia: el 1770 el britànic John Fothergill descriu la meningitis tuberculosa i Sir Percivall Pott, cirurgià anglès, descriu la lesió vertebral que duu el seu nom. Leopold Auenbrugger, metge austríac desenvolupa el 1761 la percussió com a mètode diagnòstic, mètode redescobert alguns anys després (1797) per Jean Nicolas, Baró de Corvisart des Marets i metge de Napoleó, a França.
William Stark (1741-1770) estructura i publica la primera teoria unicista (que atribueix les diferents formes de tuberculosi al mateix procés patogènic, sent cada forma un estadi evolutiu diferent) després del seu estudi del creixement i desenvolupament dels tubercles pulmonars. Aquesta tesi va cobrant força i rep suport d'altres metges notables de l'època com Mathew Baillie (1761-1823). El 1839 Johann Lukas Schönlein, professor de medicina a Zúric, proposa per primera vegada el vocable "tuberculosi" (pels tubercles pulmonars associats a la malaltia coneguda fins llavors com tisi).
La incidència de la tuberculosi va augmentant progressivament durant l'Edat Mitjana i el Renaixement, desplaçant la lepra, fins a arribar a la seva màxima extensió ben entrat el segle xviii i fins a finals del xix, en el context dels desplaçaments massius de camperols cap a les ciutats a la recerca de treball. La Revolució Industrial suposa al mateix temps un problema (amuntegament, pobresa, jornades de treball interminables, habitatges en condicions d'humitat i ventilació molt propícies a la propagació de gèrmens) i una solució: és el moment de l'enlairament de la medicina científica.

## Elseglexix

### La malaltia romàntica

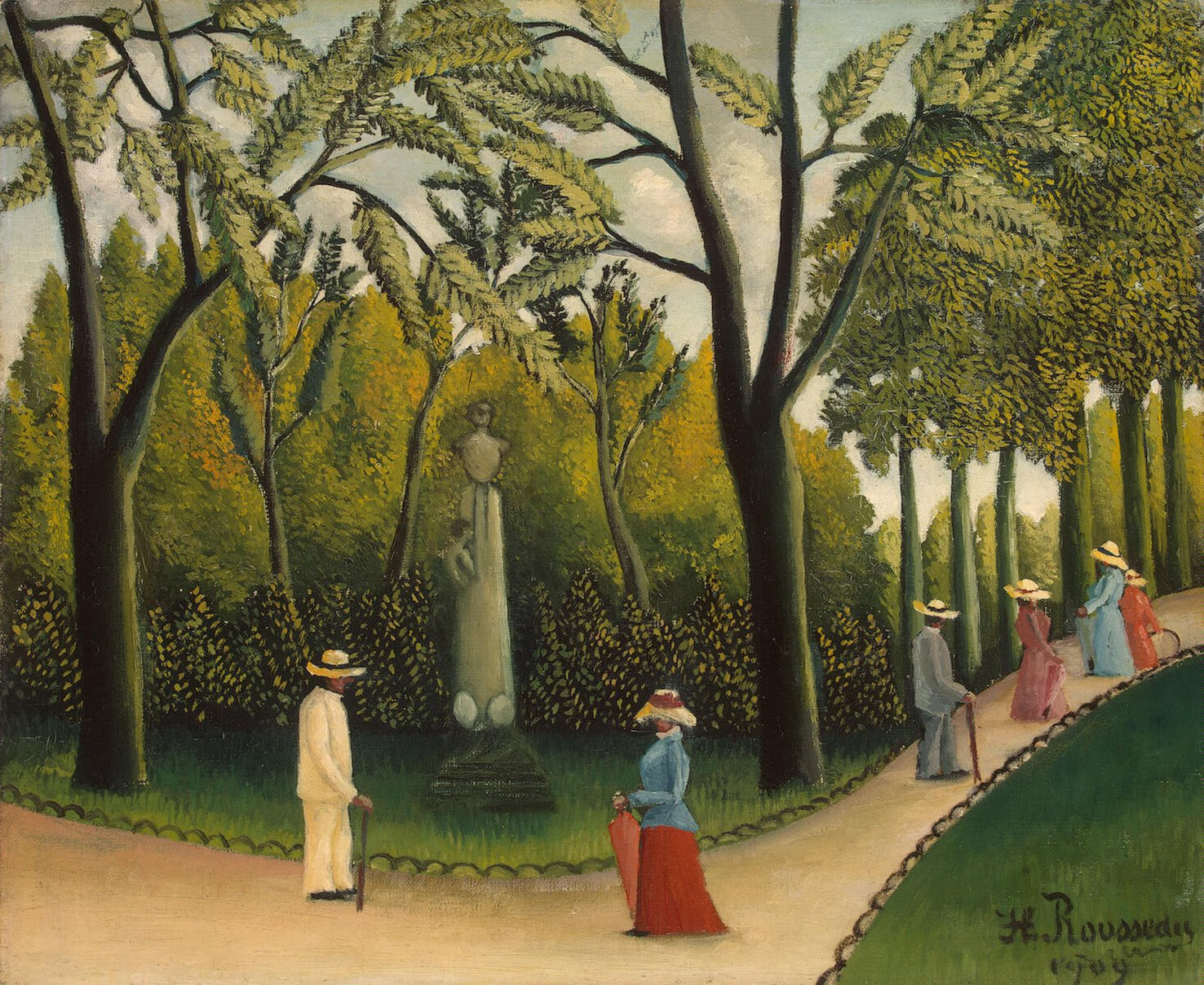
Monument a Chopin en el Jardin du Luxembourg, París, per Henri Rousseau. Ambdós (Chopin i Rousseau) van morir de tuberculosi.

La tuberculosi va ser batejada durant aquest període com la pesta blanca, "mal de viure" o "mal du siècle". L'ideal de bellesa romàntica porta a moltes dones del segle xix a seguir estrictes dietes de vinagre i aigua, a fi de provocar-se anèmies hemolítiques per a empal·lidir-se la cara.
Es mitifica la malaltia i fins i tot es propaga la creença que el seu patiment provoca "raptes" de creativitat o eufòria denominats "Spes phtisica", més intensos a mesura que la malaltia avança, fins al punt de produir-se una fase final de creativitat i bellesa supremes just abans de la mort.
El romanticisme, sorgit en part del desencantament amb la nova societat burgesa que no ha complert les promeses de la Revolució Francesa, proposa un refugi interior i abandera una actitud d'indiferència cap al món terrenal. L'aspecte eteri, pàl·lid, gairebé fantasmal del malalt de tuberculosi representa a la perfecció aquesta renúncia d'allò mundà. Per altra banda, molts joves de bona posició coincideixen en les cases de guariment, avançant una forma de vida ociosa i elitista que afavoreix de vegades l'impuls creatiu i que allunya als artistes encara més de tota responsabilitat familiar o social, en una demostració literal d'aquesta fugida mundi.
En aquest procés "existencialista" d'emmalaltir es gesta el model modern de malaltia: el de l'individu i el del seu rol social com a malalt, definit pel seu lloc en l'entramat cultural. La tuberculosi es marginalitza a mesura que s'evidencia el seu caràcter contagiós i anticipa el fenomen que a major escala es produirà un segle després amb la sida.
| «             | Chopin tus amb una gràcia infinita | » |
| — George Sand |                                    |   |

### Els avenços científics

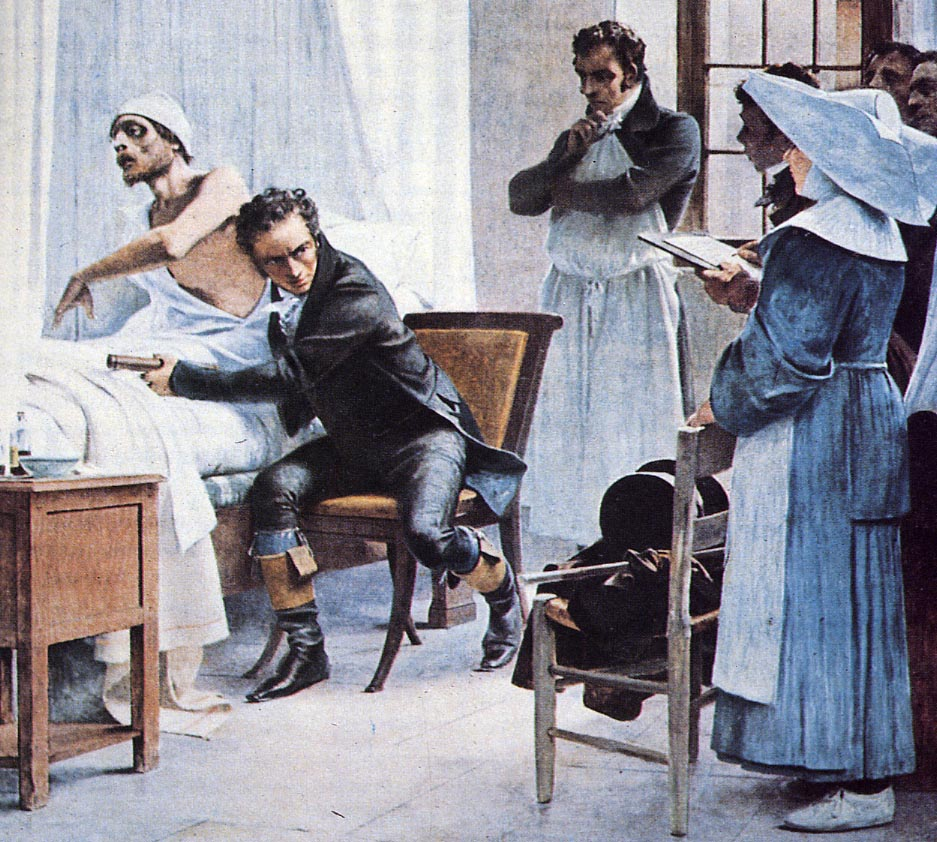
Laennëc auscultant un dels seus pacients a l'Hospital Necker, per Théobald Chartran.

Al marge dels moviments culturals, els avenços científics marquen la diferència. Cal esperar als últims anys del segle, però els avenços s'aniran succeint de manera explosiva en tot just dos o tres lustres: el 1869 Jean Antoine Villemin demostra que pot contagiar-se la malaltia, després d'inocular material purulent d'humans infectats a conills de laboratori; i poc després, el 1882, es descobreix l'agent infecciós que la provoca. Comencen a proliferar els sanatoris per a tuberculosos, millorant el seu pronòstic i començant a tallar la cadena de transmissió (Boehmer i Dettweiller funden els primers sanatoris a Alemanya). El 1895 Wilhelm Röntgen descobreix els raigs X, fet que permet diagnosticar i seguir l'evolució de la malaltia, i encara que falten gairebé cinquanta anys per a la troballa d'un tractament farmacològic eficaç, la incidència i mortalitat comencen a caure.
Una de les figures mèdiques més importants d'aquest segle dedicades a l'estudi de la tisiologia és René Théophile Hyacinthe Laënnec, que moriria de tuberculosi als 45 anys, contreta en el context dels seus estudis amb pacients i cadàvers infectats; va dissenyar l'estetoscopi i va maldar per corroborar que les seves troballes auscultatòries es corresponien amb lesions pulmonars realitzant observacions comparatives entre les troballes en vida i la disección posterior dels pacients després de la defunció (per això se'l considera precursor del mètode anàtomo-clínic). La seva obra més important és el Tractat d'Auscultació Mediata  en la qual recull els seus descobriments en relació amb la utilitat diagnòstica de l'auscultació pulmonar. A París es va rebatejar amb el seu nom al principal Hospital especialitzat en Tuberculosi i Malalties Respiratòries (l'antic Hospici d'Incurables). El seu treball es va completar amb el d'un altre metge francès: Pierre Charles Alexandre Louis (1787-1872), qui després de basar-se en 123 casos clínics i diverses autòpsies va corroborar la teoria de la unicitat i va descriure diverses formes de tuberculosi extrapulmonar.
El 1810 Gaspard Laurent Bayle publica Recherches sur la Phthisie Pulmonaire, obra en la qual classifica la tisi en sis tipus (tubercular, granular, amb melanosi, ulcerosa, calculosa i cancerosa) després de la detallada anàlisi de més de nou-cents estudis anatomopatològics.
Rudolf Virchow (1821- 1902), considerat el pare de la patologia, s'oposa al principi a la teoria unicista, però finalment es rendeix a l'evidència oferta per Koch el 1882. A partir de la publicació del treball de Robert Koch, la comunitat científica es bolca en l'estudi de la malaltia: De Cerenville resseca la cinquena costella per a col·lapsar una caverna apical el 1885 i Carlo Forlanini realitza per primera vegada amb èxit un pneumotòrax terapèutic el 1892. Flügge, en els últims anys del segle xix, assenyala que les gotetes de saliva podien ser responsables de la infecciositat, al romandre en l'aire durant cert temps (a partir dels seus treballs es comencen a denominar gotes de Flügge a les partícules de saliva emeses per la boca o el nas de 0,5 a 10 µm de diàmetre, capaços per tant, de romandre fins a 30 minuts en suspensió i de propagar microorganismes en ser inhalades per altres individus).
No obstant això els tractaments comuns per a la tuberculosi a finals del segle xix segueixen sent molt diversos i en general d'escassa eficàcia. Es preconitza la flebotomia (sagnia) com a mètode antiinflamatori, i s'utilitzen emètics o purgants, així com les dietes més variades. Comencen a proliferar els sanatoris especialitzats, situats en regions altes i assolellades, el que suposa per primera vegada un obstacle a la cadena de transmissió del microorganisme. Això, juntament amb la millora progressiva de les condicions de vida, determina que els casos comencin a disminuir, molts anys abans que apareguin els primers fàrmacs eficaços.

## Robert Koch

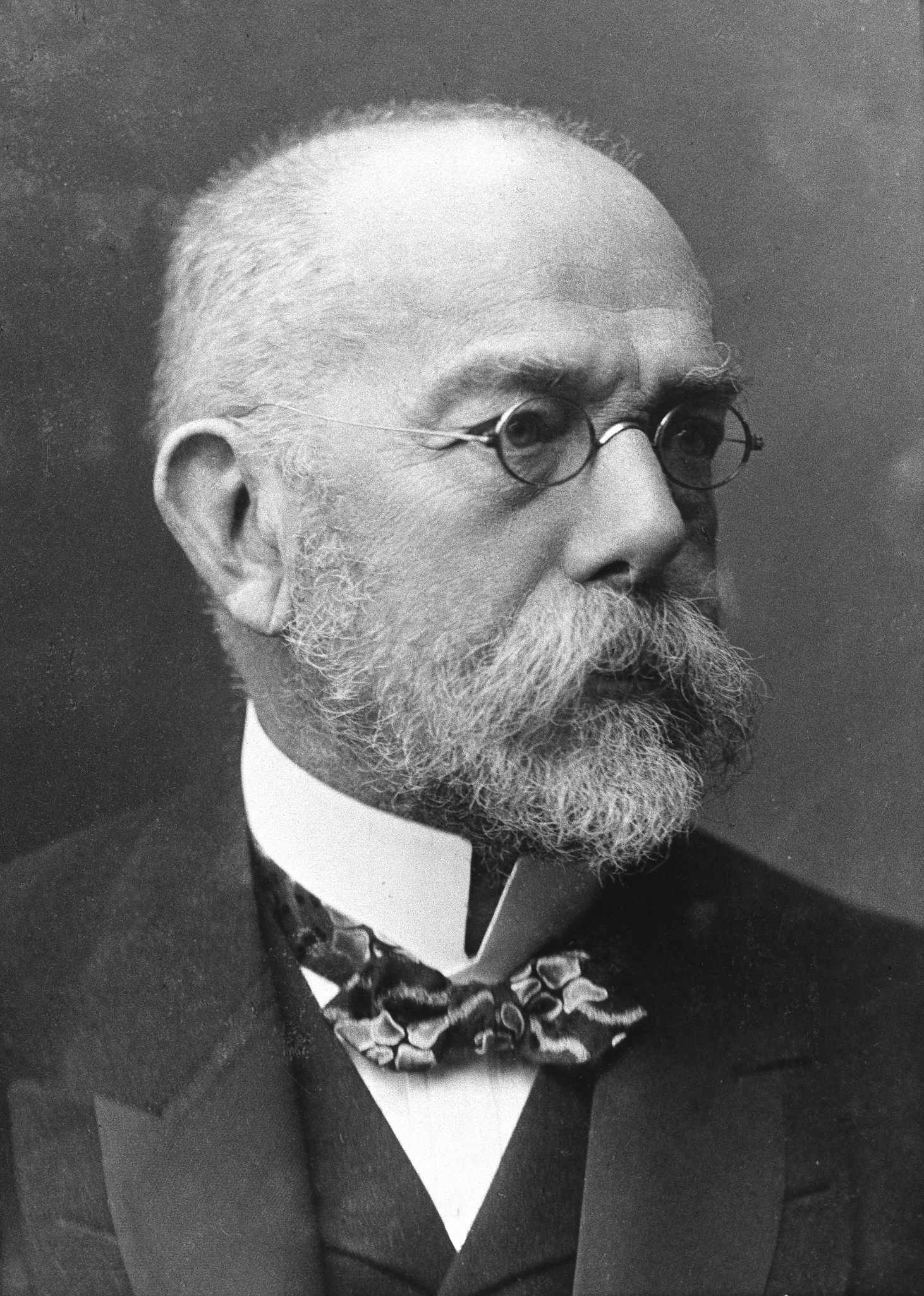
Si la importància d'una malaltia per a la humanitat s'amida pel nombre de morts que causa, la tuberculosi ha de considerar-se molt més important que les malalties infeccioses més temudes. R. Koch, 1882.

Els experiments de Villemin confirmant la contagiositat de la malaltia (després d'inocular per via subcutània material purulent a conills) obliguen la comunitat mèdica a plantejar-se el fet que la tuberculosi és una infecció específica i que el seu agent etiològic és transmissible, el que obre la veda per a la seva captura. En 1882 un metge prussià, Robert Koch, empra un nou mètode de tinció i l'aplica a mostres d'esput procedents de pacients amb tuberculosi, revelant-se per primera vegada l'agent causant de la malaltia: el Mycobacterium tuberculosi, o bacil de Koch, en el seu honor.
Quan inicia la seva investigació Koch coneix els treballs de Villemin i d'altres continuadors del seu experiment com Julius Conheim o Carl Salomosen. També té a la seva disposició les mostres del "Pavelló de Tísics" de l'Hospital de la Charité de Berlín. Abans d'enfrontar-se al problema de la tuberculosi havia treballat amb una malaltia del bestiar que de vegades es transmetia a l'home denominada àntrax, i de la qual també descobriria l'agent causal: Bacillus anthracis. D'aquesta investigació sortiria la seva fructífera amistat i col·laboració permanent amb Ferdinand Cohn, director de l'Institut de Fisiologia Vegetal. Comença a desenvolupar mètodes de cultiu de mostres de teixits, el que l'encaminaria al descobriment que començaria amb una observació en el seu laboratori el 18 d'agost del 1881: durant una tinció de material (procedent de tubercles recent formats) amb blau de metilè descobreix unes estructures de forma allargada, que no podia veure si no aplicava aquest colorant. Per a millorar el contrast decideix afegir marró de Bismarck, descobrint que les estructures es tornaven així brillants i transparents. I encara millora la tècnica emprant àlcalis, fins a determinar la seva concentració idònia per a la visualització dels bastons. Havia donat amb la combinació que permetia tenyir la peculiar coberta del bacil tuberculós: una barreja de fucsina i anilina, les propietats bàsiques de la qual permetien visualitzar el microorganisme.

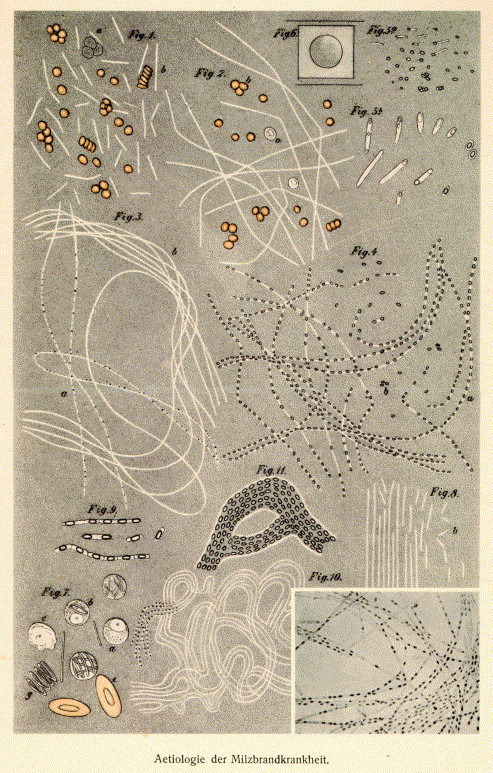
"De l'etiologia de la tuberculosi". R. Koch. Il·lustració de l'original.

 Després de diversos intents (no prolifera bé a temperatura ambient) és capaç d'incubar-lo en sèrum sanguini coagulat: Altra novetat, ja que la gelatina usada habitualment per a cultius en aquesta època es liquava als 37 °C necessaris per al seu creixement. La prova definitiva l'obté inoculant cultius purs del que ell mateix ja denomina "bacil tuberculós" en conills, i observant que tots ells moren amb els mateixes símptomes de la tuberculosi. I dels seus cadàvers pot obtenir, de nou, cultius del bacil.
Finalment fa públics el seu resultats en la Societat Fisiològica de Berlín, el 24 de març de 1882, en una ponència que titula Über Tuberculose. Des de llavors en aquesta data se celebra cada any el Dia Mundial de la Tuberculosi.
Aquest procés el repeteix amb altres microorganismes el que li duu a enunciar els postulats que també duen el seu nom, sobre malalties transmissibles: L'agent ha d'estar present en cada cas de la malaltia en les condicions apropiades i absent en les persones sanes. L'agent no ha d'aparèixer en altra malaltia de manera fortuïta o sapròfita. L'agent ha de ser aïllat del cos en un cultiu pur a partir de les lesions de la malaltia. L'agent ha de provocar la malaltia en un animal susceptible en ser inoculat. L'agent ha de ser aïllat de nou de les lesions produïdes en els animals d'experimentació.
El 10 d'abril de 1882 presenta un article titulat Die Ätiologie der Milzbrandkrankheit (De l'etiologia de la Tuberculosi) en el qual demostra de manera exhaustiva que el Mycobacterium és el causant únic de la tuberculosi en totes les seves variants. La transcendència del descobriment és tal que The Times publica una carta de John Tyndall amb un resum de la troballa i poc després (el 3 de maig) se'n fan ressò el New York Times i el New York Tribune.
La comunitat científica es llança a verificar els resultats: Theoblad Smith i I. L. Trudeau als Estats Units o Paul Ehrlich, Franz Ziehl i Friedrich Neelsen a Alemanya, aquests últims millorant a més el mètode de tinció que a partir de llavors es coneixerà com a Tinció de Ziehl–Neelsen. En 1908 el mateix Koch desenvolupa la tuberculina en col·laboració amb el veterinari Camille Guérin (1872-1961) un derivat proteic purificat estàndard del bacil (també denominat PPD) que creia útil com a agent immunitzant però que Charles Mantoux depuraria posteriorment per a administrar per via intradèrmica com a mètode diagnòstic (la seva aplicació intadèrmica, habitualment de l'avantbraç, genera una resposta immunitària diferent en l'hoste si aquest ha estat en contacte previ amb el bacil tuberculós que si no ho ha fet).
| «                                                                                   | Des d'ara no tindrem més davant de nosaltres cap cosa vaga i indeterminada; estem en presència d'un paràsit visible i tangible. Es desenvolupa en l'home, i encegant les fonts d'on ve la infecció -una d'elles és segurament l'expectoració-, la lluita antituberculosa serà un fet. Über Tuberculose. | » |
| — Koch, R.. Final de la conferència davant la Societat Fisiològica de Berlín, 1882. | |   |

## Les cases de curació
Els avanços en el coneixement de la tuberculosi (el seu agent causant, el mecanisme de transmissió, els primers estudis epidemiològics que demostren la seva menor incidència en determinats climes) van determinant l'aparició d'unes institucions peculiars denominades genèricament sanatoris per a tuberculosos, situades en regions climatològiques favorables a la curació d'aquesta patologia. El seu objectiu és aïllar als pacients trencant la cadena de transmissió de la malaltia, i oferir un ambient de clima, repòs i dieta (a l'estil de les cases de balneoteràpia) adequats a aquests pacients.
Una de les primeres propostes serioses es troba a l'obra de George Bodington: An essay on the treatment and cure of pulmonary consumption, on principles natural, rational and sucessful, de 1840. En aquest treball proposa un programa de dieta, repòs i cures mèdiques per a l'hospital fundat per ell mateix a Maney (Sutton Coldfield, Birmingham, Gran Bretanya), però cap altre hospital o sanatori se sumaria a les seves teories fins a gairebé quinze anys després.
Hermann Brehmer, metge d'idees liberals nascut a Kurtsch (Silèsia) el 1826, estava convençut que l'origen patogènic de la tuberculosi es trobava en la dificultat del cor per a irrigar correctament els pulmons. D'aquesta manera va postular que les zones elevades pel que fa al mar, on la pressió atmosfèrica afavoriria la funció cardíaca, millorarien aquests malalts. Amb ajuda d'Alexander von Humboldt i a pesar de l'oposició inicial del govern prussià, construeix en 1854 el que és considerat el primer sanatori antituberculós a Görbersdorf, Silèsia, a 650 metres sobre el nivell del mar.
Tres anys després publica els resultats obtinguts en els seus pacients a l'article Chronic Pulmonary Consumption and Tuberculosi of the Lung, donant inici a l'era sanatorial de la tuberculosi.
El mateix Hermann Brehmer i un pacient seu, Peter Dettweilwer, són els promotors, en l'any 1877, de la proliferació d'aquest tipus d'asils per a tísics, inicialment a Alemanya, però aviat esteses a tot Europa. Edward L. Trudeau, en 1884, funda el sanatori Saranac Lake, el primer als Estats Units. Peter Dettweilwer funda en 1876 un altre famós sanatori a Falkenstein i deu anys després publica els resultats de la seva teràpia, en els quals confirma la curació completa de 132 pacients dels 1022 que havien ingressat i romàs més d'un mes en la seva institució.
La seva màxima extensió va tenir lloc en la segona meitat del segle xix i en els inicis del segle xx, donant nom a una etapa de la Medicina moderna: l'era del moviment sanatorial. Sir Robert Phillip crea en 1887 el primer dispensari antituberculós del Regne Unit a Londres, i un altre a Edimburg en 1889. Aquest últim, inicialment un dispensari, va acabar ampliant-se amb un hospital per a casos inicials, altre per a casos avançats i, finalment, una comunitat agrícola per a convalescents. A aquesta estructura se la coneixeria com a "Esquema d'Edimburg". Albert Calmette (el descobridor, anys més tard, de la vacuna antituberculosa) obre el primer dispensari francès a Lilla, en 1902.
En 1893 es funda, al Mar del Plata (Argentina), el primer sanatori llatinoamericà, encara que habitualment s'esmenta com un dels pioners i més importants el de Santa María, a les Serres del Vall de Punilla de Còrdova (Argentina) (fundat per Fermín Rodríguez en 1910).

Les Cases de Curació
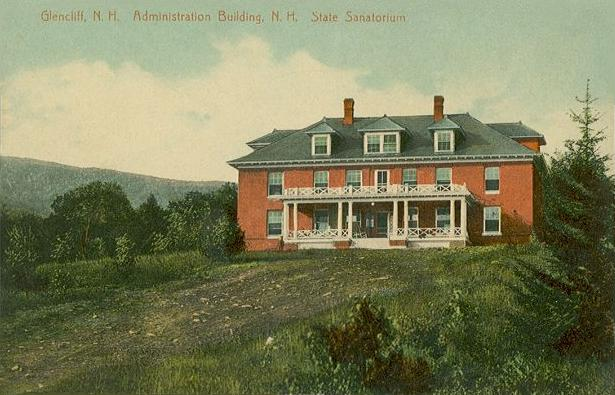
Sanatori Glenciff per a tuberculosos, (Nou Hampshire), en una postal del 1909
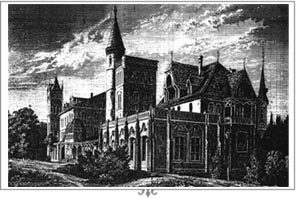
Sanatori per a tuberculosos de Görbersdorf, el primer d'una llarga sèrie
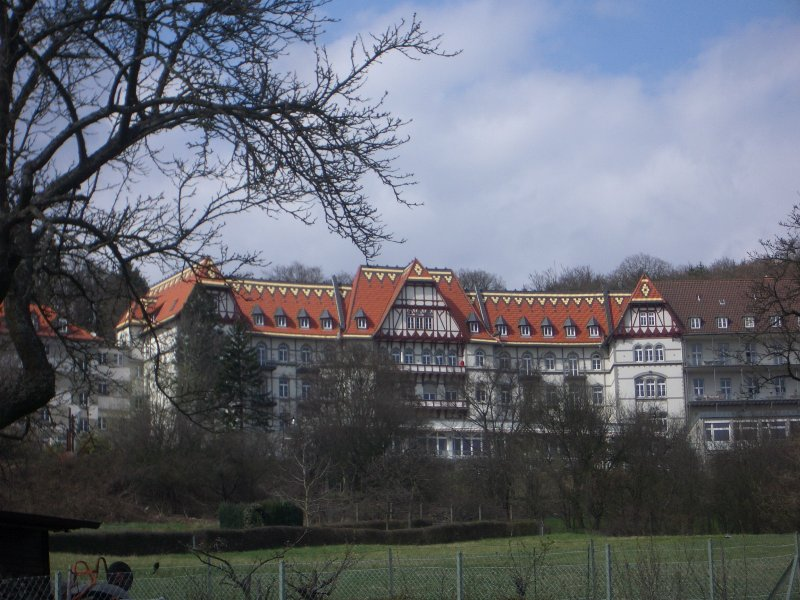
Sanatori per a tuberculosos a Ruppertshain, prop de Frankfurt

## El segle XX

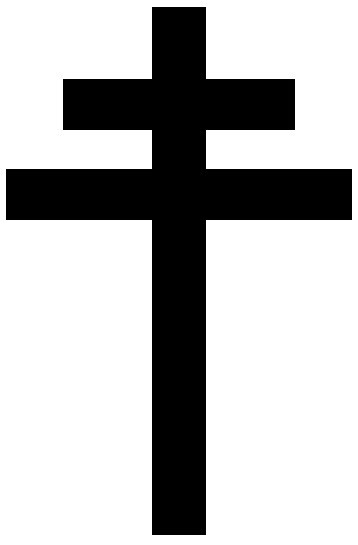
Creu de Lorena, símbol internacional de la lluita contra la tuberculosi.

El segle XX comença amb un interès renovat per la malaltia, a la llum dels nous descobriments que ha deixat l'anterior. En 1902 es constitueix a Berlín la Conferència Internacional de Tuberculosi, a la qual es proposa com a símbol la creu de Lorena. Durant les primeres dècades es produeixen alguns avanços en el tractament quirúrgic de pacients amb tuberculosi (lligadura d'hili pulmonar, pneumonectomies...), i proliferen a Europa les campanyes sanitàries orientades al control de la propagació de la malaltia. En 1921 Albert Calmette i Camille Guérin produeixen la vacuna contra la Tuberculosi (BCG), emprant una variant atenuada del Mycobacterium bovis.
En 1944, en plena Guerra Mundial, Albert Schatz i Selman Waksman descobreixen a partir d'un petit fong capaç d'inhibir el creixement del Mycobacterium denominat Streptomyces griseus l'estreptomicina (pel que aquest últim rebrà el premi Nobel de Medicina), amb una eficàcia limitada però superior als tractaments dietètics i balneoteràpics emprats fins aquell moment. Aquesta fita es considera el començament de l'era moderna de la tuberculosi, encara que la veritable revolució es produeix alguns anys després, en 1952, amb el desenvolupament de l'isoniacida (hidracina de l'àcid isonicotínic), el primer dels antibiòtics específics que aconseguiran convertir a la tuberculosi en una malaltia curable en la majoria dels casos. L'aparició de la rifampicina en la dècada dels seixanta va escurçar notablement els temps de curació, la qual cosa va fer disminuir el nombre de casos nous de manera important fins a la dècada dels vuitanta.

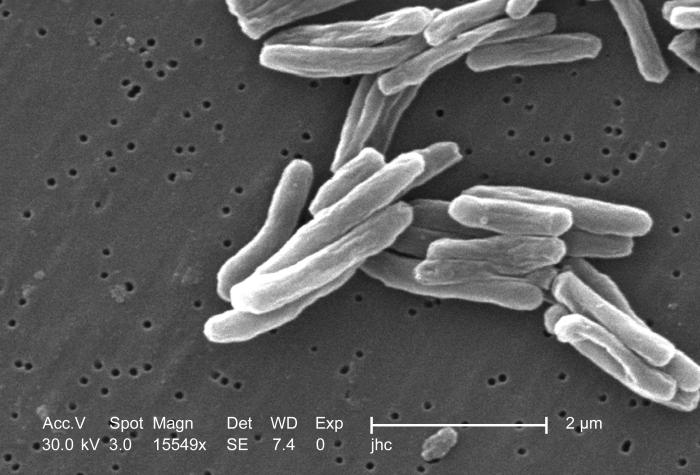
Mycobacterium tuberculosis ampliat a 15.549x.

En 1981 fa la seva aparició una altra malaltia: la síndrome d'immunodeficiència adquirida, la principal característica de la qual és afeblir el sistema immunitari dels subjectes infectats pel VIH. Aviat aconsegueix la categoria de pandèmia, la qual cosa resulta un terreny adobat per al rebrot de malalties que es creien en reculada com la tuberculosi. Aquest fet, una intensificació de les migracions massives sud-nord i unes condicions mantingudes (i fins i tot agreujades) de pobresa en molts països subdesenvolupats (principalment a Àsia i Àfrica) van anar adobant el terreny perquè en 1993 l'Organització Mundial de la Salut declarés la tuberculosi "urgència mundial".
D'altra banda el tractament actual per a la tuberculosi consisteix en una combinació de diversos antibiòtics específics (isoniacida, rifampicina, pirazinamida, etambutol…) durant un període que no sol ser inferior a sis mesos. Això ha determinat (per motius culturals, socials, econòmics...) que el compliment del tractament hagi estat incomplet o parcial en molts casos provocant l'aparició de nombrosos soques de Mycobacterium resistents als antibiòtics.
En 1998 es publica a la revista Nature el genoma complet de Mycobacterium tuberculosis, concretament del soca de laboratori H37Rv.

## Segle XXI
Després de l'erradicació de la verola i pràcticament la de la poliomielitis al segle xx, l'Organització Mundial de la Salut s'ha plantejat com a objectiu per al segle XXI l'erradicació de la tuberculosi, pel fet de ser una malaltia que compta amb les característiques necessàries: existeix un tractament de raonable eficàcia i una vacuna barata capaç de tallar la cadena de transmissió. No obstant això dos factors han retallat els plans per a la consecució d'aquest objectiu: d'una banda l'augment de casos des de la dècada dels noranta (fins a tornar a ser considerada una pandèmia mundial) i l'aparició de dues soques molt resistents a tots els fàrmacs emprats fins al moment: la MDR-TB (Multi-Drug-Resistance) i la XDR-TB (Extreme Drug Resistance) detectada per primer cop al començament de 2006. Les dades recollides per l'OMS i pels CDC (els Centres per al Control i Prevenció de Malalties dels EUA) durant l'any 2006 la situen a totes les regions, encara que la major incidència s'ha detectat a les antigues repúbliques de la Unió Soviètica i a Àsia, sent d'especial gravetat la seva presència a Àfrica, on l'alta incidència de sida agreuja la situació.
A l'octubre de 2007 un equip de científics sud-africans seqüència per primera vegada el genoma de la soca XDR, com a primer pas per a l'elaboració de nous tractaments específics i eficaços.

## La tuberculosi en la cultura
Donada la seva extensió la tuberculosi va afectar nombroses figures del món de la cultura, per la qual cosa es va acabar convertint en un tòpic o subgènere recurrent en l'art, principalment en la literatura, la pintura i el cinema, durant el segle llarg que va durar el període de major extensió i mortalitat de la malaltia.

### Òpera i teatre
Mimì, l'heroïna de l'òpera de Puccini La Bohème pateix tuberculosi. Aquest personatge, com el de Margarita Gautier estan inspirats en una cortesana parisenca de mitjan segle xix. També Violetta Valéry, personatge de La Traviata (Verdi), mor afligida de tisi.
Però l'episodi més rocambolesc el protagonitza el dramaturg francès Jean-Baptiste Poquelin (Molière): malalt de tuberculosi mor després de patir a l'escenari una hemoptisi massiva, mentre representa una de les seves obres ("El malalt imaginari", basada en la seva pròpia experiència vital) en un joc de paraules biogràfic digne del seu geni. Després de la seva defunció s'estén la superstició entre el gremi d'actors que sortir a escena vestit de groc (com l'estava Molière) porta mala sort.

### Literatura

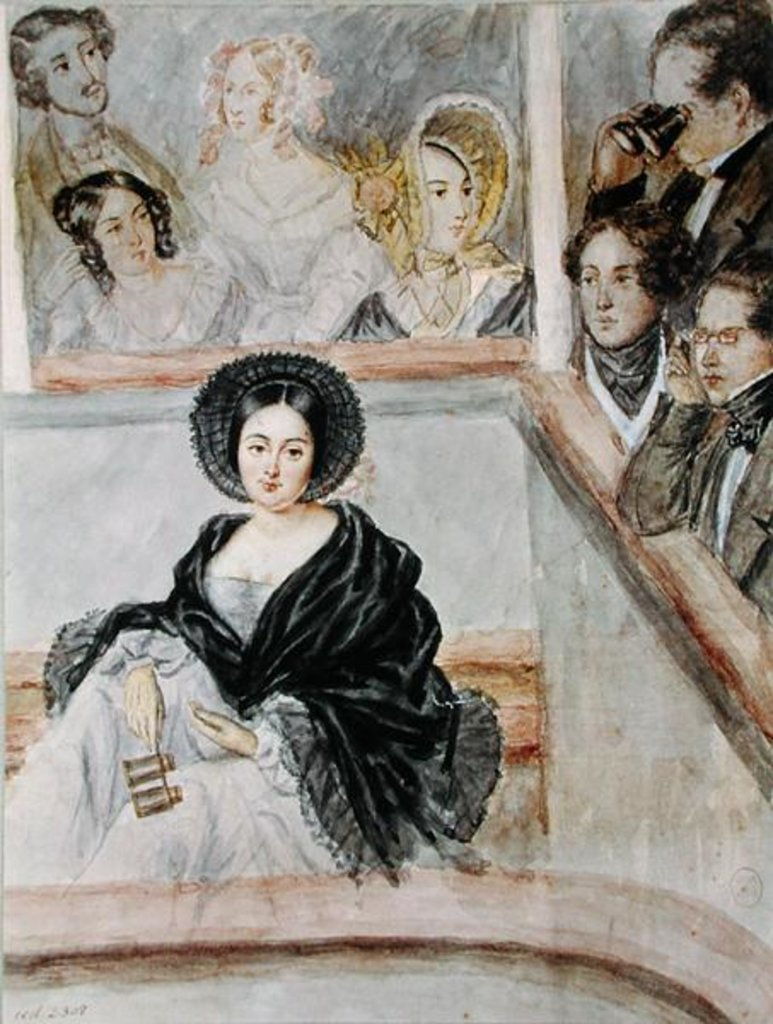
Alphonsine Plessis, pintada per Camille Roqueplan. Phototheque donis musées de la ville de Paris.

Margarita Gautier, a La Dama de les Camèlies, d'Alexandre Dumas fill, és el prototip de llanguiment femení atribuït a la tisi. Aquest personatge, així com la Mimì de la Bohème, estan inspirats en Marie Duplessis (de nom real Alphonsine Plessis), amant de Dumas i malalta de tuberculosi. La seva tomba es troba en el Cementiri de Montmartre, a París.
La novel·la dels segles xix i xx brinda nombrosos exemples de la influència de la tuberculosi en el pensament cultural: La muntanya màgica, de Thomas Mann, és una extensa novel·la que relata les vivències d'un pacient ingressat en un sanatori per tuberculosos. Axel Munthe, escriptor suec que pateix la malaltia escriu La història de Sant Michele (1929), una autobiografia en la qual relata la seva vivència de la malaltia i les seves estades en l'illa de Capri per motius de salut.
A la literatura russa del segle xix poden trobar-se nombrosos exemples de personatges de novel·la amb tuberculosi, encara que l'autor més recurrent en aquest aspecte és Fiódor Dostoievski: Katerina Ivanovna en Crim i càstig, Kirillov a Els dimonis, o Ippolit i Marie en L'idiota pateixen aquesta malaltia.
En la novel·la de John le Carré El jardiner fidel així com en la pel·lícula homònima de Fernando Meirelles, es desenvolupa una trama al voltant de les proves per a un fàrmac antituberculoós realitzades per una multinacional farmacèutica a Àfrica i desenvolupa el tema d'una possible pandèmia mundial de tuberculosi deguda a l'aparició de soques molt resistents als tractaments antibiòtics coneguts fins al moment.
Camilo José Cela, Nobel de literatura en 1989 descriu en la seva segona novel·la, "Pavelló de repòs" (1943), les seves vivències durant el temps que va viure en un sanatori per tuberculosos.

### Pintura
Sandro Botticelli retracta en ple renaixement l'ideal de dona pàl·lida, lànguida, gairebé etèria que abanderarà segles després el moviment romanticista. En diversos dels seus quadres reprodueix els trets d'una amant florentina, Simonetta Vespucci, afligida de tuberculosi: (La primavera, El naixement de Venus).
María del Pilar Teresa Cayetana de Silva i Álvarez de Toledo, la Duquessa d'Alba suposadament retratada per Francisco de Goya y Lucientes en La maja nua patia l'any 1796 de tuberculosi i dengue, per la qual cosa no sembla probable que es tracti del model d'aquest quadre. Antoine Watteau, pintor francès del segle xvii, va morir de tuberculosi. Una de les seves últimes obres va ser venuda en vida de l'autor per pagar-se un tractament, encara que l'esforç seria inútil.
Existeix un quadre que representa a la perfecció la relació entre l'art i la tuberculosi: Baroness Burdett-Coutts' garden party at Holly Lodge, Highgate és un oli realitzat l'any 1882. Aquest quadre fou pintat per tres artistes, Alfred Preston Tilt, Archibald Preston Tilt i Arthur Preston Tilt. Aquests tres germans moririen tots per aquesta malaltia poc temps després de finalitzar aquesta obra. Però el més cridaner és que el quadre representa un aperitiu de jardí organitzat amb motiu del Congrés Mèdic Internacional de Highgate de 1881, al que assistirien varis dels metges que van col·laborar en la identificació del bacil de la tuberculosi.
Els pintors veneçolans contemporanis Cristóbal Rojas i Arturo Michelena, tots dos morts a causa de la tuberculosi, van reflectir en diverses de les seves obres una perspectiva social i realista de la malaltia.
Edvard Munch, pintor noruec, icona d'un tipus d'art carregat d'angoixa existencial, va perdre, sent encara molt nen, a la seva mare i a una germana afligides de tuberculosi. Aquesta experiència sembla estar en l'origen de la seva obra (El crit, Retrat de Sophie, ...)
| La tuberculosi a la pintura | La tuberculosi a la pintura                               | La tuberculosi a la pintura |
| --- | --------------------------------------------------------- | --- |
| La primavera, de Sandro Botticelli | La primera y última comunión                              | A l'Enseigne de Gersaint |
| La primavera, de Sandro Botticelli. Els trets de l'amant del pintor, Simoneta Vespucci (Una de les tres gràcies, figura de l'esquerra), de rostre pàl·lid i aspecte febril, propis de la tuberculosi que patia, acabaran convertint-se en el paradigma de la bellesa romàntica. | La primera y última comunión, de Cristóbal Rojas, (1888). | A l'Enseigne de Gersaint, d'Antoine Watteau, una de les darreres obres del pintor, realitzada durant un viatge a Londres per tal de pagar-se el tractament per a la malaltia que acabaria amb la seva vida. |

### Cinema
- Camille, George Cukor, (1937), adaptació de la novel·la d'Alexandre Dumas (fill).

- Robert Koch, el vencedor de la mort (Robert Koch, der Bekämpfer des Todes), 1940, Hans Steinhoff. Versió propagandística a favor del III Reich de la vida del descobridor del Mycobacterium.

- La bala màgica del doctor Ehrlich (Dr. Ehrlich's Magic Bullet), 1940, William Dieterle. Aquesta cinta biogràfica relata la vida del doctor Paul Ehrlich, premi Nobel de medicina i col·laborador de Robert Koch.

- Duel de titans (Gunfight at the O.K. Corral), 1957, John Sturges. Wyatt Earp, interpretat per Burt Lancaster, salva d'un linxament a Doc Holliday (Kirk Douglas), alcohòlic i tuberculós.

- Cowboy de mitjanit (Midnight Cowboy), 1969, John Schlesinger. El personatge que interpreta Jon Voight és un vaquer-gigoló que es fa amic de Ratso Rizzo, personatge "sense sostre" interpretat per Dustin Hoffman, i que pateix tuberculosi, el somni de la qual és viatjar al sud, a Florida, amb un clima càlid que sembla més propici per a la seva malaltia.

- La Traviata (La traviata) (1982), Franco Zeffirelli. Adaptació cinematogràfica de l'òpera de Verdi.

- Criatures celestials (Heavenly Creatures), 1994, Peter Jackson. Juliet Hulme té tuberculosi i el temor a ser rebutjada per això exerceix un paper fonamental en el desenvolupament de la trama.

- Moulin Rouge (2001), dirigida per Baz Luhrmann i interpretada per Nicole Kidman i Ewan McGregor. La prota té tuberculosis.

| Celebritats que patiren tuberculosi. | Celebritats que patiren tuberculosi. | Celebritats que patiren tuberculosi. | Celebritats que patiren tuberculosi. | Celebritats que patiren tuberculosi. |
| ------------------------------------ | ------------------------------------ | ------------------------------------ | ------------------------------------ | ------------------------------------ |
| Anton Txékhov                        | Franz Kafka                          | Frédéric Chopin                      | Molière                              | John Keats                           |
| Anton Txékhov                        | Franz Kafka                          | Frédéric Chopin                      | Molière                              | John Keats                           |